# Tenabo
Tenabo es una ciudad del Estado mexicano de Campeche, cabecera del municipio de Tenabo.

## Localización
La ciudad de Tenabo, se localiza al norte del estado de Campeche, dista 35 kilómetros de la ciudad de Campeche, y a 110 de la Ciudad de Mérida en la ruta de la Carretera Federal 180 y sobre lo que fue el  denominado Camino Real entre San Francisco de Campeche y Mérida.

## Barrios y colonias
La Ciudad de Tenabo, está constituida por los siguientes barrios y colonias
- Barrio Jacinto Canek.
- Barrio San Pedro.
- Colonia Ana María Farías.
- Colonia Procesadora.
- Colonia Lazareto.
- Colonia Esperanza.
- Colonia Guadalupe.

## Población
La población del municipio de Tenabo es de 7,543 habitantes, de conformidad con el conteo de población y vivienda 2005 del INEGI.

## Fiestas y tradiciones
La fiesta más importante de Tenabo es la Feria de mayo, que se lleva a cabo la segunda semana del mes iniciando el jueves con la tradicional Vaquería, donde se baila la Cabeza de Cochino y en la que participan bailadores de todo el Camino Real, también son importantes el Carnaval de Tenabo,  y la festividad de la santa patrona, La virgen de la Asunción, en el mes de agosto.

## Historia
Fundación
La ciudad de Tenabo, se funda en el lugar conocido como la noria en el Barrio Jacinto Canek en 1450, por uno de los descendientes de los Ah Canul que llevó el nombre de Tah-Naab, después de la caída de la Liga de Mayapán. 
Tenabo Colonial
En 1544 Francisco de Montejo y León "el Mozo", reparte las tierras altas de Campeche en encomiendas con lo que se dio origen a la Encomienda de Tenabo que fue adjudicada al español Juan García de Llanes que la castellanizó con el nombre de Tenabo. En 1588, fue visitada por fray Alonso Poce; en 1594 se inició la construcción de la Iglesia de la Asunción; para 1632 la encomienda de Tenabo se encontraba en manos de Iñigo Figueroa; en 1786, al suprimirse el sistema de encomiendas, Tenabo pertenecía a María Josefa García, el pueblo pasa a formar parte de la municipalidad de Hecelchakán y en 1790 pasó a la jurisdicción del Partido del Camino Real Alto.

## Demografía
De acuerdo a los resultados del Conteo de Población y Vivienda de 2010 realizado por el Instituto Nacional de Estadística y Geografía, Tenabo tiene un total de 7 543 habitantes, de los cuales 3 857 son hombres y 3 686 son mujeres.
| Gráfica de evolución demográfica de Tenabo entre 1900 y 2010                  |
|                                                                               |
| Población según los censos del Instituto Nacional de Estadística y Geografía. |

## Hermanamientos
- Los Arabos Cuba (1999)[6][7]
- Calkiní México (2012)[8]